# Concattedrale di Santa Caterina
La  concattedrale di Santa Caterina è il duomo di Bertinoro, centro abitato della provincia di Forlì-Cesena.

## Storia
Il primo luogo di culto dedicato a santa Caterina d'Alessandria consisteva in un piccolo oratorio, demolito alla fine del Cinquecento e riedificato nelle sembianze dell'attuale cattedrale in stile bramantesco per volontà del vescovo Giovanni Andrea Caligari, i cui lavori terminarono nel XVII secolo. La sua posizione risulta addossata al palazzo Comunale, poiché si riteneva che quest'ultimo dovesse essere abbattuto a causa delle precaria stabilità, cosa che però non avvenne.

## Descrizione
È suddivisa in tre navate e custodisce al suo interno pregevoli opere d'arte, quali il quadro de la Vergine tra i santi Pietro e Paolo, di Francesco Longhi, le nozze mistiche di santa Caterina d'Alessandria, di scuola bolognese risalente al XVIII secolo, sito nell'altare maggiore e un crocifisso di legno scolpito di scuola italo-tedesca, posizionato nell'altare sinistro, di cui una parte sembra risalire alla fine del XVI secolo. Secondo la leggenda l'artefice di quest'opera fu un pellegrino che, rifugiatosi in un monastero, dopo tre giorni di ritiro fece trovare alla sua partenza un crocifisso ricavato da un albero di fico del giardino dell'edificio.
Sotto la chiesa si trova una cripta, a cui si accede dall'esterno.

## Galleria d'immagini

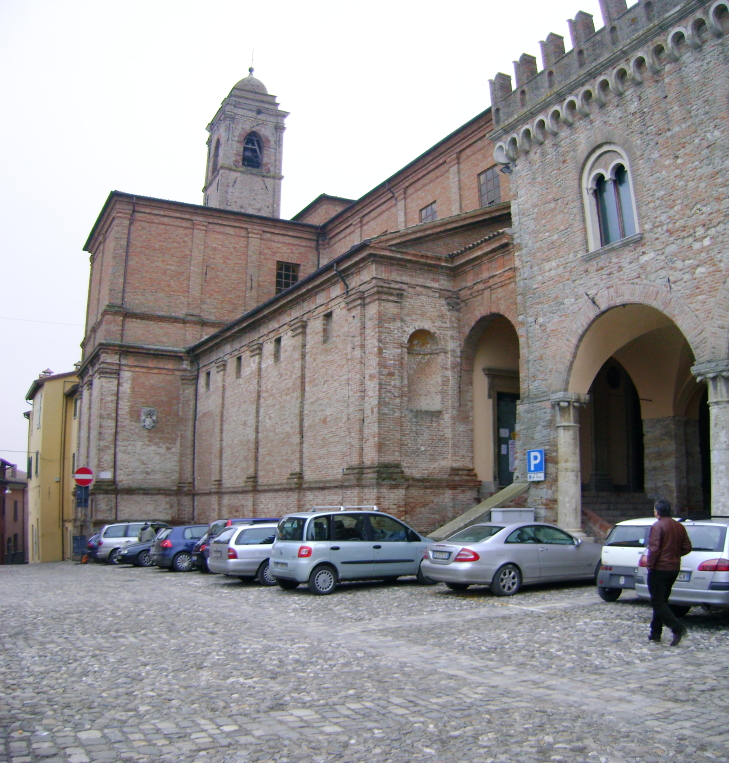
Una veduta esterna
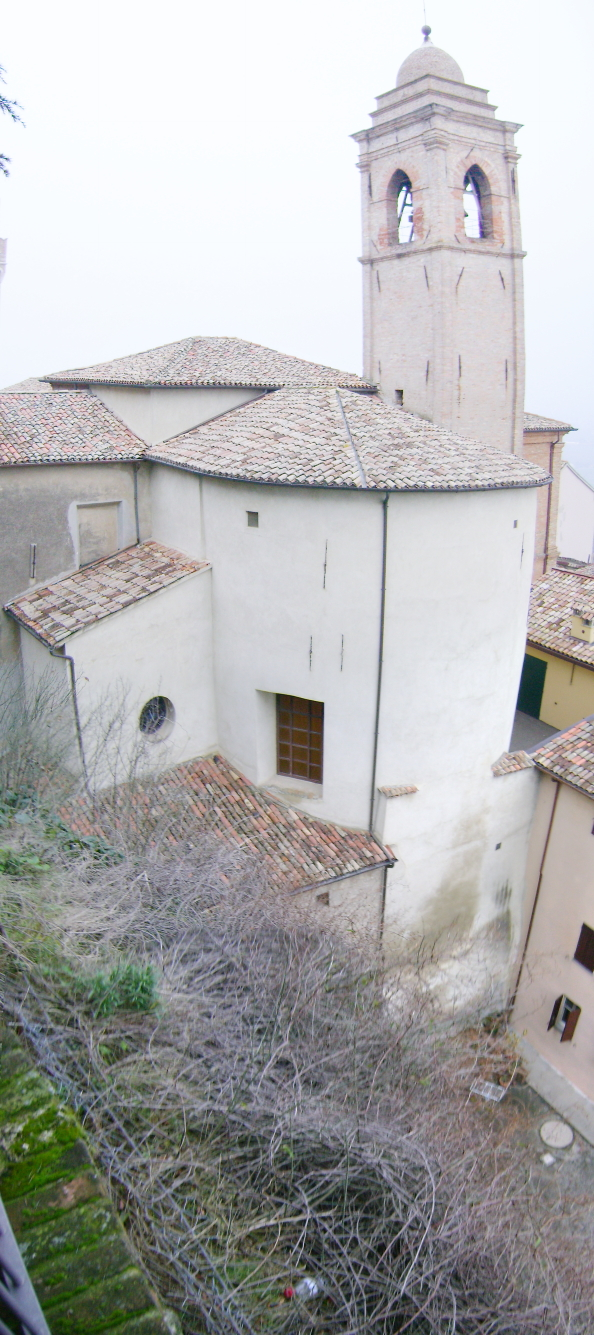
L'abside
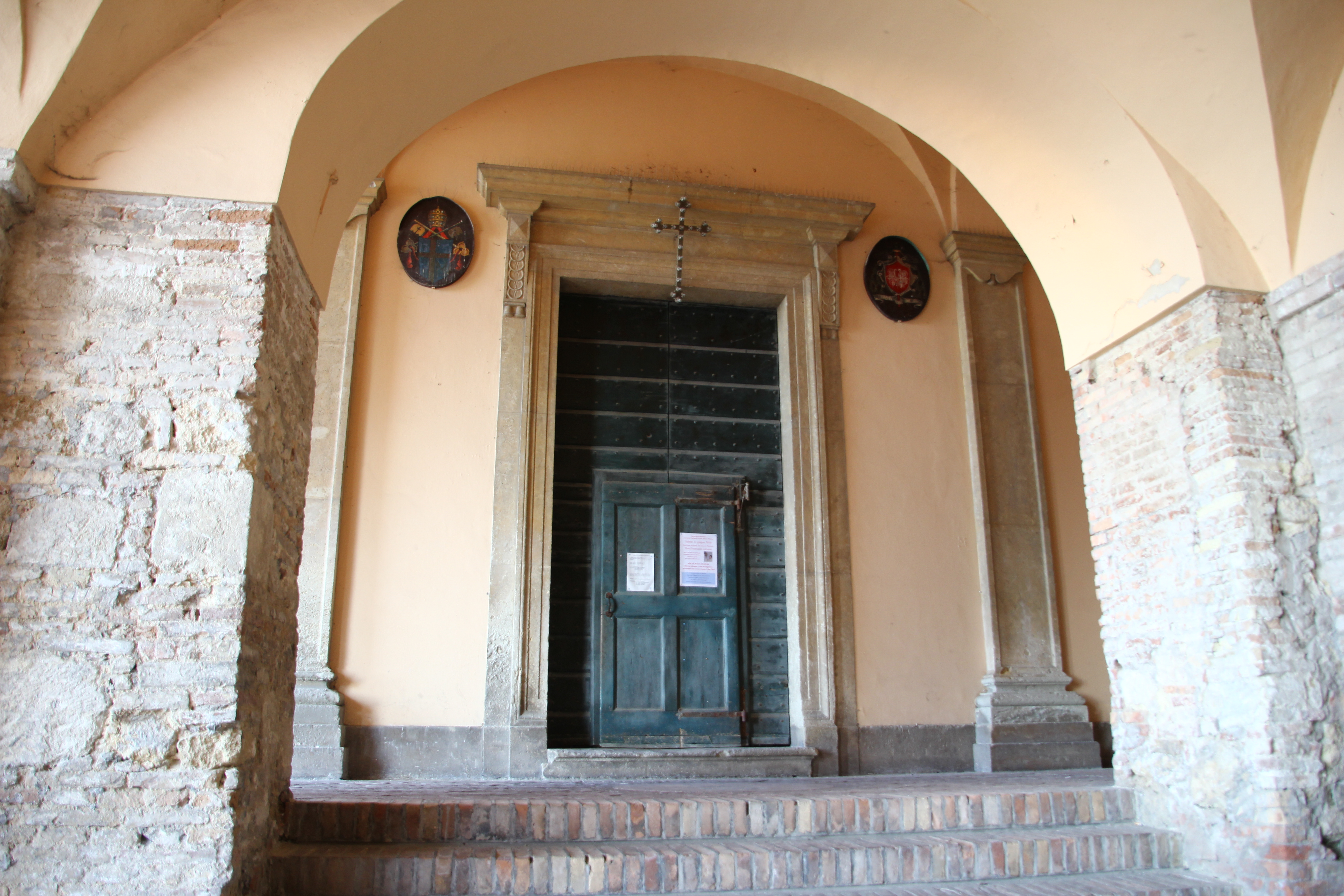
L'ingresso
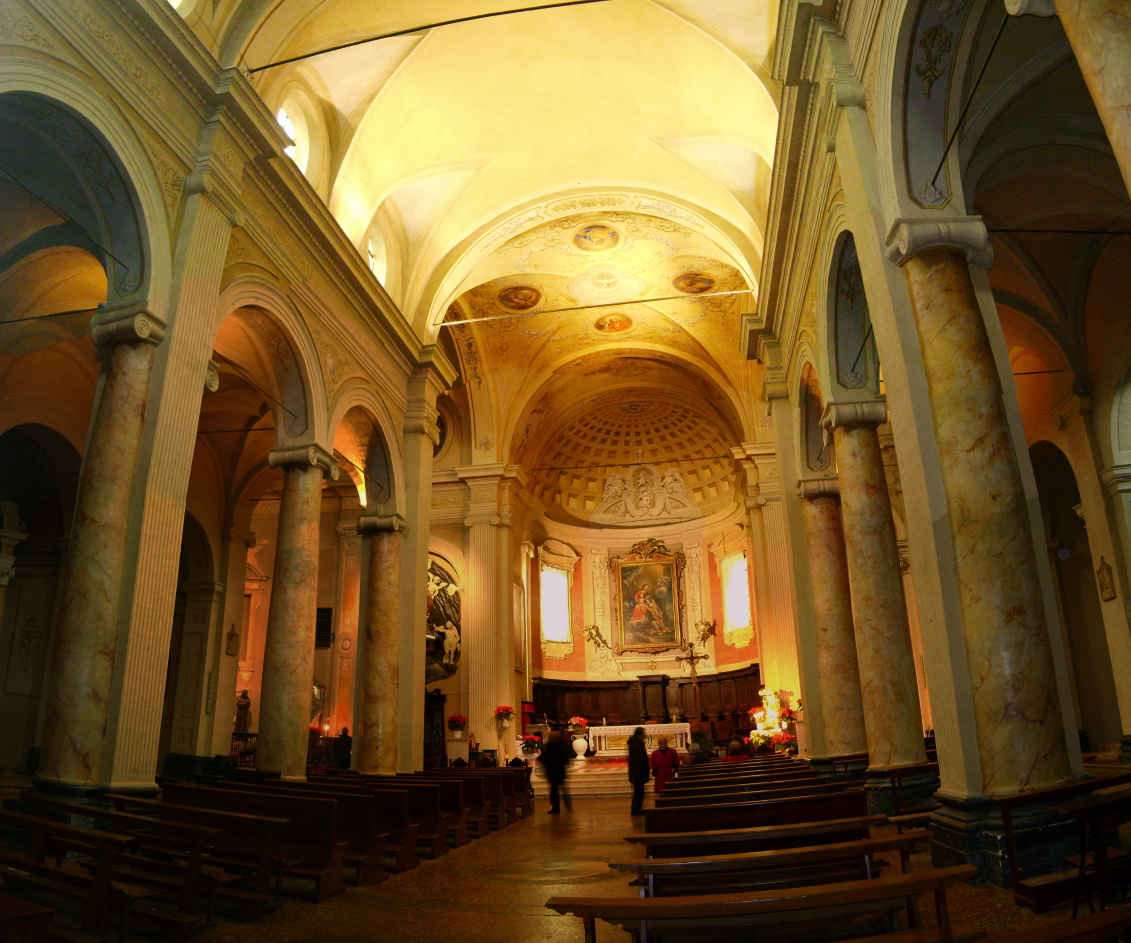
L'interno